# Richard Rowland Kirkland

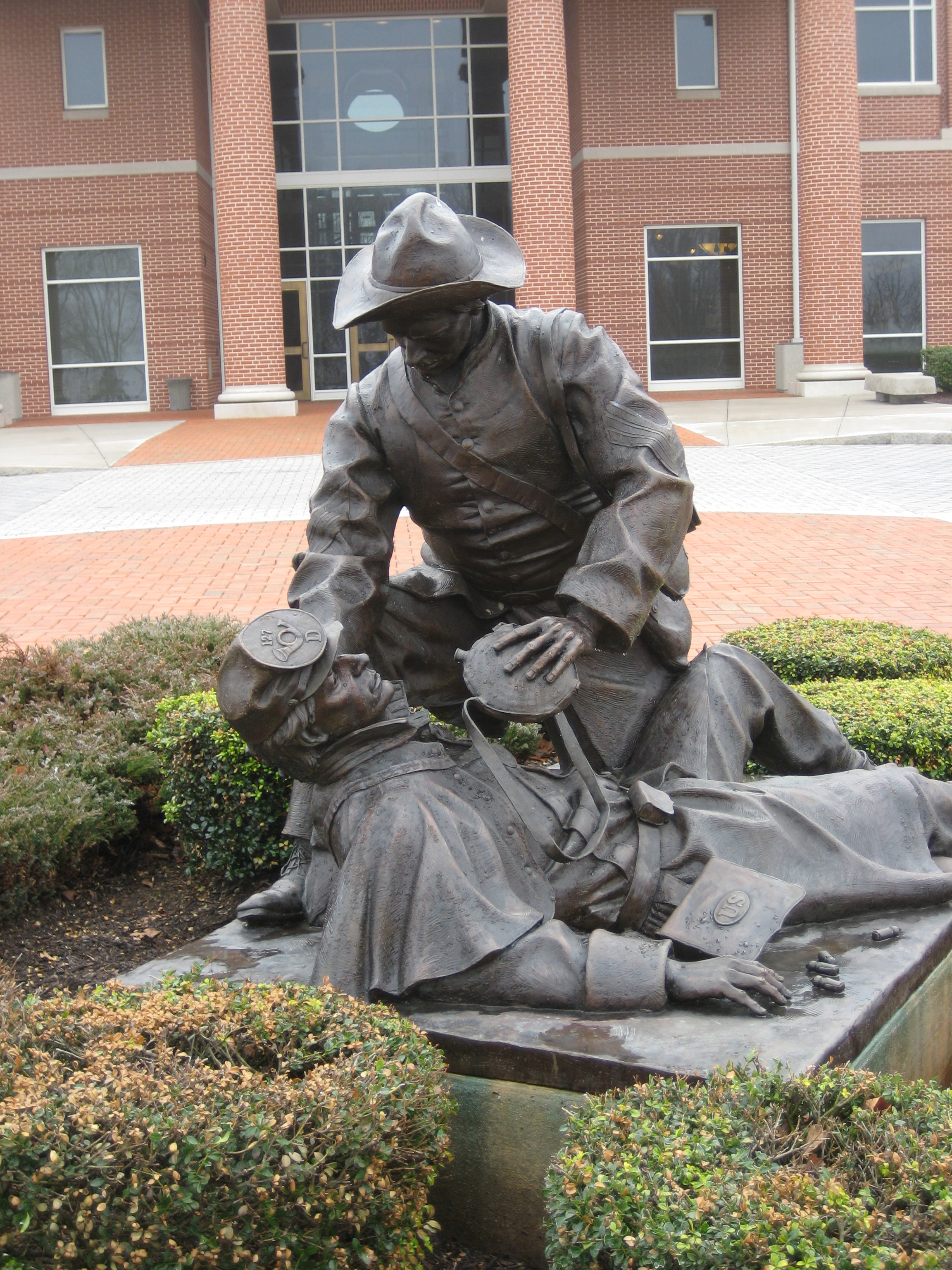
Denkmal für Richard Kirkland von Felix de Weldon, 1965, Fredericksburg

Richard Rowland Kirkland, genannt „The Angel of Marye’s Heights“, (* August 1843; † 20. September 1863) war ein Soldat des konföderierten Heeres während des Amerikanischen Bürgerkriegs. Bekannt wurde er für seine Tapferkeit und humanitäre Aktionen während der Schlacht von Fredericksburg. Er versorgte die um Wasser bettelnden, verletzten gegnerischen Soldaten der Potomac-Armee, die nach dem erfolglosen Angriff auf Marye’s Heights zwischen den Linien zurückgelassen worden waren, trotz Lebensgefahr mit Getränken. Manche halten seine Taten allerdings für einen Mythos.

## Leben
Mit 17 Jahren meldete er sich gemeinsam mit seinen drei Brüdern zum Dienst beim könföderierten Heer.

## Ehrungen
1933 widmete die Dichterin Sarah Norcliffe Cleghorn ihm das Gedicht The true ballad of the Camden boy. 1944 errichten Kinder ihm zum Gedenken einen Brunnen. 1965 wurde ein von Felix de Weldon gestaltetes Denkmal für ihn errichtet.